# Roger Rochard
Pour les articles homonymes, voir Rochard.

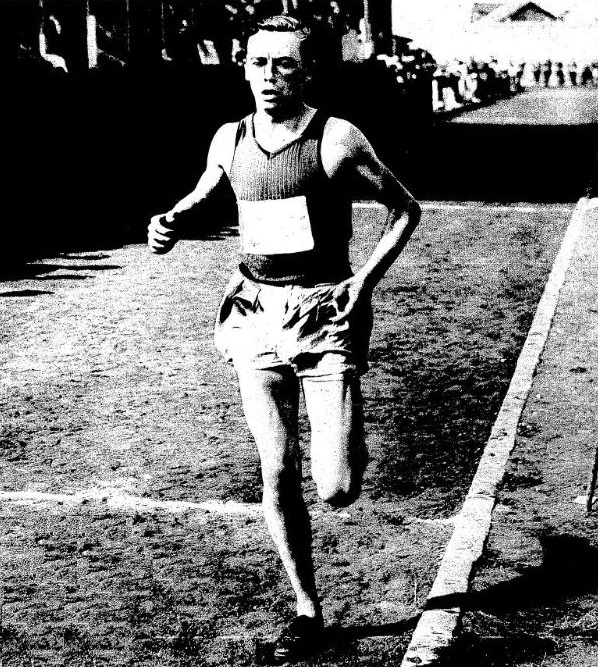
Roger Rochard, champion d'Europe 1934 du 5000 mètres à Turin.

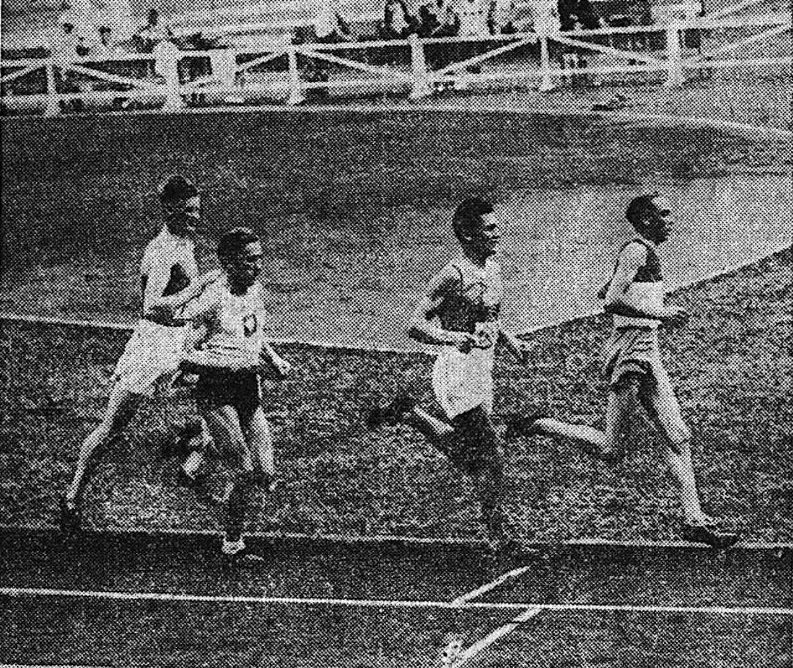
La finale turinoise du 5000 mètres 1934, remportée par Rochard.

Roger Rochard (né le 20 avril 1913 à Évreux et mort dans la même ville le 24 février 1993) est un athlète français, spécialiste des courses de fond. Il est le premier Français à remporter un titre de champion d'Europe d'athlétisme, en 1934.

## Biographie
Il participe aux Jeux olympiques de 1932, à Los Angeles, mais est contraint à l'abandon en finale du 5 000 mètres.
En 1934, il devient le premier athlète français à remporter un titre européen en s'adjugeant la médaille d'or du 5 000 m lors des championnats d'Europe de 1934, à Turin en Italie, devançant sur le podium le Polonais Janusz Kusociński et le Finlandais Ilmari Salminen. Il égale à cette occasion le record de France du 5 000 mètres de Jean Bouin en 14 min 36 s 8.
Aux Jeux olympiques de 1936, il est éliminé dès les séries du 5 000 m.
Il remporte quatre titres de champion de France du 5 000 m, en 1931, 1932, 1934 et 1935. En plus de son record national du 5 000 m, il améliore à deux reprises celui du 3 000 m (8 min 36 s 2 en 1933 et 8 min 28 s 6 en 1938). Il gagne aussi le cross de L'Intran en 1933. Il compte 19 sélections en équipe de France A, de 1931 à 1938

## Palmarès

### International
| Date | Compétition           | Lieu  | Résultat | Épreuve | Performance   |
| ---- | --------------------- | ----- | -------- | ------- | ------------- |
| 1934 | Championnats d'Europe | Turin | 1er      | 5 000 m | 14 min 36 s 8 |
| 1938 | Championnats d'Europe | Paris | 8e       | 5 000 m | 14 min 55 s 6 |

### National
- Championnats de France d'athlétisme :
  - vainqueur du 5 000 m en 1931, 1932, 1934 et 1935

## Records
| Épreuve | Performance   | Lieu  | Date             |
| ------- | ------------- | ----- | ---------------- |
| 3 000 m | 8 min 25 s 7  |       | 1938             |
| 5 000 m | 14 min 36 s 8 | Turin | 9 septembre 1934 |